# Home (Delaney & Bonnie)
Home è il primo album in studio del duo musicale statunitense Delaney & Bonnie, pubblicato nel 1969.

## Tracce
1. It's Been a Long Time Coming – 2:26 (Delaney Bramlett, Bonnie Bramlett)
2. A Right Now Love – 2:19 (B. Bramlett, Homer Banks)
3. We Can Love – 2:23 (Steve Cropper, Eddie Floyd)
4. My Baby Specializes – 3:15 (Isaac Hayes, David Porter)
5. Everybody Loves a Winner – 4:45 (Booker T. Jones, William Bell)
6. Things Get Better – 2:22 (Cropper, Eddie Floyd, Wayne Jackson)
7. Just Plain Beautiful – 2:09 (Cropper, Bettye Crutcher)
8. Hard to Say Goodbye – 2:30 (B. Bramlett, Carl Radle)
9. Pour Your Love on Me – 2:47 (Banks, B. Bramlett)
10. Piece of My Heart – 4:45 (Bert Berns, Jerry Ragovoy)